# 245890 Krynychenka
245890 Krynychenka è un asteroide della fascia principale. Scoperto nel 2006, presenta un'orbita caratterizzata da un semiasse maggiore pari a 3,1625617 UA e da un'eccentricità di 0,2686838, inclinata di 19,73021° rispetto all'eclittica.